# Liste der Monuments historiques in Resson
Die Liste der Monuments historiques in Resson führt die Monuments historiques in der französischen Gemeinde Resson auf.

## Liste der Immobilien
| Bezeichnung    | Beschreibung   | Standort               | Kennzeichnung | Schutzstatus | Datum | Bild           |
| -------------- | -------------- | ---------------------- | ------------- | ------------ | ----- | -------------- |
| Kirche St-Rémi | um 1500 erbaut | Rue de l’Église (Lage) | PA00106607    | Classé       | 1990  | weitere Bilder |

## Liste der Objekte
| Bezeichnung                        | Beschreibung                                                                                                | Standort                     | Kennzeichnung | Schutzstatus   | Datum          | Bild |
| ---------------------------------- | --- | ---------------------------- | ------------- | -------------- | -------------- | ---- |
| Hauptaltar                         | Altartisch, Predella, Tabernakel und Kreuz; Marmor und Holz, teilweise vergoldet, 1752                      | in der Kirche St-Rémi (Lage) | PM55000503    | Classé         | 1988           |      |
| Kelch und Patene                   | Silber, vergoldet, zwischen 1798 und 1809, von Pierre Paraud                                                | in der Kirche St-Rémi (Lage) | PM55000500    | Classé         | 1988           |      |
| Orgel                              | Ensemble aus PM55000507, PM55000501 und PM55002681                                                          | in der Kirche St-Rémi (Lage) | PM55001410    | Classé Inscrit | 1988 1989 1991 |      |
| Instrumentalteil der Orgel         | 1753 gebaut, 1843 von Alexandre Jacquet repariert                                                           | in der Kirche St-Rémi (Lage) | PM55000507    | Classé         | 1989           |      |
| Orgelprospekt                      | 1753 gebaut                                                                                                 | in der Kirche St-Rémi (Lage) | PM55000501    | Classé         | 1988           |      |
| Orgelempore                        | aus dem 17. oder 18. Jahrhundert                                                                            | in der Kirche St-Rémi (Lage) | PM55002681    | Inscrit        | 1991           |      |
| Skulptur Notre-Dame-du-Mont-Carmel | Darstellung der Madonna mit Kind; Stein, farbig gefasst, 18. Jahrhundert                                    | in der Kirche St-Rémi (Lage) | PM55002238    | Inscrit        | 1987           |      |
| Skulptur Madonna mit Kind          | Kalkstein, 17. Jahrhundert                                                                                  | in der Kirche St-Rémi (Lage) | PM55002236    | Inscrit        | 1999           |      |
| Epitaph für Didier Waultier        | Stein, bezeichnet 1529                                                                                      | in der Kirche St-Rémi (Lage) | PM55000505    | Classé         | 1988           |      |
| Epitaph für Michel Claude Collin   | Stein, bezeichnet 1773                                                                                      | in der Kirche St-Rémi (Lage) | PM55002235    | Inscrit        | 1995           |      |
| Wandvertäfelung des Chorraums      | Holz, Anfang des 19. Jahrhunderts                                                                           | in der Kirche St-Rémi (Lage) | PM55002237    | Inscrit        | 1987           |      |
| Kanzel                             | Stein, Holz, bezeichnet 1768                                                                                | in der Kirche St-Rémi (Lage) | PM55000502    | Classé         | 1988           |      |
| Epitaph für Jean Dessimon          | Marmor, Kalkstein, bezeichnet 1683                                                                          | in der Kirche St-Rémi (Lage) | PM55000504    | Classé         | 1988           |      |
| Podest für einen Retabel           | Kalkstein, 15. Jahrhundert                                                                                  | in der Kirche St-Rémi (Lage) | PM55000506    | Classé         | 1988           |      |
| Sakramentsvelum                    | Stoff, bestickt, Anfang des 19. Jahrhunderts; im Centre départemental d’art sacré in Saint-Mihiel deponiert | in der Kirche St-Rémi (Lage) | PM55002240    | Inscrit        | 1991           |      |
| Glocke                             | Bronze, 1727 gegossen                                                                                       | in der Kirche St-Rémi (Lage) | PM55002239    | Inscrit        | 1987           |      |